# Danel Sinani
Danel Sinani (Belgrado, 5 aprile 1997) è un calciatore serbo naturalizzato lussemburghese, attaccante del St. Pauli e della nazionale lussemburghese.

## Biografia
Nato a Belgrado, a 5 anni si è spostato con la famiglia in Lussemburgo. Suo fratello maggiore Dejvid Sinani è a sua volta un calciatore.

## Caratteristiche tecniche
Sinani è un centrocampista offensivo molto rapido ed abile negli inserimenti. Predilige giocare sull'esterno (può adattarsi anche come ala in uno schieramento a tre attaccanti), ma all'evenienza può ricoprire il ruolo di centrale di centrocampo, trequartista, ala e quello di seconda punta. Tra le sue peculiarità, spicca anche il dribbling. È inoltre un buon assist-man.

## Carriera

### Club

#### In Lussemburgo
Sinani ha giocato nel calcio di club in Lussemburgo per il Racing FC Union Luxembourg prima di unirsi al F91 Dudelange nel 2017. Con quest'ultimo, ha vinto due titoli di Divisione Nazionale del Lussemburgo e la Coppa del Lussemburgo. Nel novembre 2018, ha segnato il primo gol mai realizzato da un club lussemburghese nella fase a gironi di una competizione europea principale contro l'Olympiacos. Nel 2019, Sinani ha vinto il premio di Calciatore dell'Anno del Lussemburgo. È stato il suo primo riconoscimento per il trofeo noto come Challenge Guy Greffrath (Coppa Challenge Guy Greffrath). Nell'estate del 2019, Sinani ha ricevuto un'offerta dal R.E. Virton, squadra belga, ma l'ha rifiutata. Più tardi quell'anno, ha segnato due gol in un match di Europa League contro il vincitore di cinque edizioni dell'Europa League, il Siviglia. Nel 2020, ha segnato 13 gol tra partite di UEFA Champions League ed Europa League. Sinani ha segnato 14 gol in 16 apparizioni nella Divisione Nazionale 2019-2020, 9 in Europa League e 24 gol in 30 partite in tutte le competizioni.

#### Norwich City e prestiti
Il 10 gennaio 2020 Sinani è stato acquistato dal Norwich City con cui ha siglato un contratto triennale, ed è stato il primo giocatore lussemburghese nella storia del Norwich City.
Ill 22 settembre fa ritorno al Waasland-Beveren con la formula del prestito.
Il 28 luglio 2021, è stato ceduto in prestito all'Huddersfield Town per l'intera stagione, con l'opzione per l'Huddersfield di acquistarlo in modo permanente alla fine della stagione. Ha fatto il suo esordio in EFL Championship come sostituto nella partita pareggiata 1-1 contro il Derby County il 6 agosto 2021. Ha debuttato da titolare in casa contro l'Everton nella EFL Cup il 24 agosto 2021, in una sconfitta per 2-1.
Al suo ritorno al Norwich, ha segnato il primo gol per il club in una vittoria in EFL Cup contro il Birmingham City il 9 agosto 2022. Successivamente ha realizzato il suo primo gol in campionato per il club nella partita successiva, contribuendo alla vittoria per 2-1 contro l'Huddersfield Town.
Il 31 gennaio 2023  è stato ceduto in prestito al Wigan Athletic fino alla fine della stagione.
A fine prestito rimane svincolato dal momento che il Norwich non ha rinnovato il suo contratto in scadenza.

#### FC St. Pauli
Il 4 luglio 2023, Sinani ha firmato con il club 2. Bundesliga FC St. Pauli a titolo gratuito. La squadra vince il campionato di seconda divisione grazie a Sinani che nell'ultima giornata segna il gol del 2-1 battendo il Wehen Wiesbaden cosa che permette alla squadra di superare di un punto l'Holstein Kiel, seconda classificata.

### Nazionale
Ha giocato nelle nazionali giovanili lussemburghesi Under-19 ed Under-21.
Sinani ha debuttato nella nazionale del Lussemburgo nel 2017. Nonostante l'approccio del Kosovo per farlo giocare con loro a livello internazionale, Sinani ha rifiutato poiché considera il Lussemburgo come la sua casa. L'8 settembre 2018, durante la partita di UEFA Nations League contro la Moldavia, segna il suo primo gol in nazionale.
Durante la Nations League 2018-2019 Sinani ha segnato tre gol per il Lussemburgo.

## Statistiche

### Presenze e reti nei club
Statistiche aggiornate al 30 giugno 2022.
| Stagione               | Squadra                | Campionato             | Campionato | Campionato | Coppe nazionali | Coppe nazionali | Coppe nazionali | Coppe continentali | Coppe continentali | Coppe continentali | Altre coppe | Altre coppe | Altre coppe | Totale | Totale |
| Stagione               | Squadra                | Comp                   | Pres       | Reti       | Comp            | Pres            | Reti            | Comp               | Pres               | Reti               | Comp        | Pres        | Reti        | Pres   | Reti   |
| ---------------------- | ---------------------- | ---------------------- | ---------- | ---------- | --------------- | --------------- | --------------- | ------------------ | ------------------ | ------------------ | ----------- | ----------- | ----------- | ------ | ------ |
| 2014-2015              | RU Luxembourg          | ER                     | 15         | 3          | CL              | 2               | 0               |                    | -                  | -                  |             | -           | -           | 17     | 3      |
| 2015-2016              | RU Luxembourg          | DN                     | 23         | 3          | CL              | 3               | 1               |                    | -                  | -                  |             | -           | -           | 26     | 4      |
| 2016-2017              | RU Luxembourg          | DN                     | 24         | 6          | CL              | 5               | 2               |                    | -                  | -                  |             | -           | -           | 29     | 8      |
| Totale RFCU Luxembourg | Totale RFCU Luxembourg | Totale RFCU Luxembourg | 62         | 12         |                 | 10              | 3               |                    | -                  | -                  |             | -           | -           | 72     | 15     |
| 2017-2018              | F91 Dudelange          | DN                     | 22         | 9          | CL              | 1               | 0               | UCL                | 2                  | 0                  | CdL         | 1           | 2           | 26     | 11     |
| 2018-2019              | F91 Dudelange          | DN                     | 25         | 7          | CL              | 4               | 0               | UCL+UEL            | 2+12               | 0+4                |             | -           | -           | 43     | 11     |
| 2019-2020              | F91 Dudelange          | DN                     | 16         | 14         | CL              | 1               | 1               | UCL+UEL            | 2+11               | 0+9                |             | -           | -           | 30     | 24     |
| Totale Dudelange       | Totale Dudelange       | Totale Dudelange       | 63         | 30         |                 | 6               | 1               |                    | 29                 | 13                 |             | 1           | 2           | 99     | 46     |
| 2020-2021              | SK Beveren             | D1                     | 20         | 4          | CB              | 1               | 0               | -                  | -                  | -                  | -           | -           | -           | 21     | 4      |
| 2021-2022              | Huddersfield Town      | FLC                    | 39+3       | 6+1        | FACup+CdL       | 3+2             | 0+0             | -                  | -                  | -                  | -           | -           | -           | 47     | 7      |
| 2022-gen. 2023         | Norwich City           | FLC                    | 16         | 1          | FACup+CdL       | 1+1             | 0+1             | -                  | -                  | -                  | -           | -           | -           | 18     | 2      |
| gen.-giu. 2023         | Wigan                  | FLC                    | 10         | 0          | FACup+CdL       | 0+0             | 0+0             | -                  | -                  | -                  | -           | -           | -           | 10     | 0      |
| Totale carriera        | Totale carriera        | Totale carriera        | 213        | 54         |                 | 24              | 5               |                    | 29                 | 13                 |             | 1           | 2           | 267    | 74     |

### Cronologia presenze e reti in nazionale
| Cronologia completa delle presenze e delle reti in nazionale ― Lussemburgo | Cronologia completa delle presenze e delle reti in nazionale ― Lussemburgo | Cronologia completa delle presenze e delle reti in nazionale ― Lussemburgo | Cronologia completa delle presenze e delle reti in nazionale ― Lussemburgo | Cronologia completa delle presenze e delle reti in nazionale ― Lussemburgo | Cronologia completa delle presenze e delle reti in nazionale ― Lussemburgo | Cronologia completa delle presenze e delle reti in nazionale ― Lussemburgo | Cronologia completa delle presenze e delle reti in nazionale ― Lussemburgo |
| Data                                                                       | Città                                                                      | In casa                                                                    | Risultato                                                                  | Ospiti                                                                     | Competizione                                                               | Reti                                                                       | Note                                                                       |
| -------------------------------------------------------------------------- | -------------------------------------------------------------------------- | -------------------------------------------------------------------------- | -------------------------------------------------------------------------- | -------------------------------------------------------------------------- | -------------------------------------------------------------------------- | -------------------------------------------------------------------------- | -------------------------------------------------------------------------- |
| 3-9-2017                                                                   | Tolosa                                                                     | Francia                                                                    | 0 – 0                                                                      | Lussemburgo                                                                | Qual. Mondiali 2018                                                        | -                                                                          | 59’ 65’                                                                    |
| 10-10-2017                                                                 | Lussemburgo                                                                | Lussemburgo                                                                | 1 – 1                                                                      | Bulgaria                                                                   | Qual. Mondiali 2018                                                        | -                                                                          | 85’                                                                        |
| 9-11-2017                                                                  | Lussemburgo                                                                | Lussemburgo                                                                | 2 – 1                                                                      | Ungheria                                                                   | Amichevole                                                                 | -                                                                          | 62’                                                                        |
| 22-3-2018                                                                  | Ta' Qali                                                                   | Malta                                                                      | 0 – 1                                                                      | Lussemburgo                                                                | Amichevole                                                                 | -                                                                          | 77’                                                                        |
| 27-3-2018                                                                  | Lussemburgo                                                                | Lussemburgo                                                                | 0 – 4                                                                      | Austria                                                                    | Amichevole                                                                 | -                                                                          | 76’                                                                        |
| 5-6-2018                                                                   | Lussemburgo                                                                | Lussemburgo                                                                | 1 – 0                                                                      | Georgia                                                                    | Amichevole                                                                 | -                                                                          | 58’                                                                        |
| 8-9-2018                                                                   | Lussemburgo                                                                | Lussemburgo                                                                | 4 – 0                                                                      | Moldavia                                                                   | UEFA Nations League 2018-2019 - 1º turno                                   | 1                                                                          |                                                                            |
| 11-9-2018                                                                  | Serravalle                                                                 | San Marino                                                                 | 0 – 3                                                                      | Lussemburgo                                                                | UEFA Nations League 2018-2019 - 1º turno                                   | 1                                                                          |                                                                            |
| 12-10-2018                                                                 | Minsk                                                                      | Bielorussia                                                                | 1 – 0                                                                      | Lussemburgo                                                                | UEFA Nations League 2018-2019 - 1º turno                                   | -                                                                          | 81’                                                                        |
| 15-10-2018                                                                 | Lussemburgo                                                                | Lussemburgo                                                                | 3 – 0                                                                      | San Marino                                                                 | UEFA Nations League 2018-2019 - 1º turno                                   | 1                                                                          |                                                                            |
| 15-11-2018                                                                 | Lussemburgo                                                                | Lussemburgo                                                                | 0 – 2                                                                      | Bielorussia                                                                | UEFA Nations League 2018-2019 - 1º turno                                   | -                                                                          |                                                                            |
| 18-11-2018                                                                 | Chișinău                                                                   | Moldavia                                                                   | 1 – 1                                                                      | Lussemburgo                                                                | UEFA Nations League 2018-2019 - 1º turno                                   | -                                                                          | 59’                                                                        |
| 22-3-2019                                                                  | Lussemburgo                                                                | Lussemburgo                                                                | 2 – 1                                                                      | Lituania                                                                   | Qual. Euro 2020                                                            | -                                                                          | 67’ 87’                                                                    |
| 2-6-2019                                                                   | Lussemburgo                                                                | Lussemburgo                                                                | 3 – 3                                                                      | Madagascar                                                                 | Amichevole                                                                 | -                                                                          | 84’                                                                        |
| 7-6-2019                                                                   | Vilnius                                                                    | Lituania                                                                   | 1 – 1                                                                      | Lussemburgo                                                                | Qual. Euro 2020                                                            | -                                                                          | 80’                                                                        |
| 5-9-2019                                                                   | Belfast                                                                    | Irlanda del Nord                                                           | 1 – 0                                                                      | Lussemburgo                                                                | Amichevole                                                                 | -                                                                          | 74’                                                                        |
| 10-9-2019                                                                  | Lussemburgo                                                                | Lussemburgo                                                                | 1 – 3                                                                      | Serbia                                                                     | Qual. Euro 2020                                                            | -                                                                          | 68’                                                                        |
| 11-10-2019                                                                 | Lisbona                                                                    | Portogallo                                                                 | 3 – 0                                                                      | Lussemburgo                                                                | Qual. Euro 2020                                                            | -                                                                          | 46’                                                                        |
| 15-10-2019                                                                 | Aalborg                                                                    | Danimarca                                                                  | 4 – 0                                                                      | Lussemburgo                                                                | Amichevole                                                                 | -                                                                          | 46’                                                                        |
| 14-11-2019                                                                 | Belgrado                                                                   | Serbia                                                                     | 3 – 2                                                                      | Lussemburgo                                                                | Qual. Euro 2020                                                            | -                                                                          | 79’                                                                        |
| 17-11-2019                                                                 | Lussemburgo                                                                | Lussemburgo                                                                | 0 – 2                                                                      | Portogallo                                                                 | Qual. Euro 2020                                                            | -                                                                          | 74’                                                                        |
| 5-9-2020                                                                   | Baku                                                                       | Azerbaigian                                                                | 1 – 2                                                                      | Lussemburgo                                                                | UEFA Nations League 2020-2021 - 1º turno                                   | -                                                                          | 58’                                                                        |
| 8-9-2020                                                                   | Lussemburgo                                                                | Lussemburgo                                                                | 0 – 1                                                                      | Montenegro                                                                 | UEFA Nations League 2020-2021 - 1º turno                                   | -                                                                          |                                                                            |
| 7-10-2020                                                                  | Lussemburgo                                                                | Lussemburgo                                                                | 1 – 2                                                                      | Liechtenstein                                                              | Amichevole                                                                 | -                                                                          | 64’                                                                        |
| 10-10-2020                                                                 | Lussemburgo                                                                | Lussemburgo                                                                | 2 – 0                                                                      | Cipro                                                                      | UEFA Nations League 2020-2021 - 1º turno                                   | 2                                                                          | 79’                                                                        |
| 13-10-2020                                                                 | Podgorica                                                                  | Montenegro                                                                 | 1 – 2                                                                      | Lussemburgo                                                                | UEFA Nations League 2020-2021 - 1º turno                                   | 1                                                                          | 90+3’                                                                      |
| 11-11-2020                                                                 | Lussemburgo                                                                | Lussemburgo                                                                | 0 – 3                                                                      | Austria                                                                    | Amichevole                                                                 | -                                                                          | 46’                                                                        |
| 14-11-2020                                                                 | Strovolos                                                                  | Cipro                                                                      | 2 – 1                                                                      | Lussemburgo                                                                | UEFA Nations League 2020-2021 - 1º turno                                   | -                                                                          |                                                                            |
| 17-11-2020                                                                 | Lussemburgo                                                                | Lussemburgo                                                                | 0 – 0                                                                      | Azerbaigian                                                                | UEFA Nations League 2020-2021 - 1º turno                                   | -                                                                          |                                                                            |
| 24-3-2021                                                                  | Debrecen                                                                   | Qatar                                                                      | 1 – 0                                                                      | Lussemburgo                                                                | Amichevole                                                                 | -                                                                          | 59’                                                                        |
| 27-3-2021                                                                  | Dublino                                                                    | Irlanda                                                                    | 0 – 1                                                                      | Lussemburgo                                                                | Qual. Mondiali 2022                                                        | -                                                                          | 53’ 90+2’                                                                  |
| 30-3-2021                                                                  | Lussemburgo                                                                | Lussemburgo                                                                | 1 – 3                                                                      | Portogallo                                                                 | Qual. Mondiali 2022                                                        | -                                                                          | 87’                                                                        |
| 2-6-2021                                                                   | Malaga                                                                     | Norvegia                                                                   | 1 – 0                                                                      | Lussemburgo                                                                | Amichevole                                                                 | -                                                                          |                                                                            |
| 6-6-2021                                                                   | Lussemburgo                                                                | Lussemburgo                                                                | 0 – 1                                                                      | Scozia                                                                     | Amichevole                                                                 | -                                                                          | 71’                                                                        |
| 1-9-2021                                                                   | Lussemburgo                                                                | Lussemburgo                                                                | 2 – 1                                                                      | Azerbaigian                                                                | Qual. Mondiali 2022                                                        | -                                                                          | 90+3’                                                                      |
| 4-9-2021                                                                   | Belgrado                                                                   | Serbia                                                                     | 4 – 1                                                                      | Lussemburgo                                                                | Qual. Mondiali 2022                                                        | -                                                                          | 79’                                                                        |
| 7-9-2021                                                                   | Lussemburgo                                                                | Lussemburgo                                                                | 1 – 1                                                                      | Qatar                                                                      | Amichevole                                                                 | -                                                                          | 46’                                                                        |
| 9-10-2021                                                                  | Lussemburgo                                                                | Lussemburgo                                                                | 0 – 1                                                                      | Serbia                                                                     | Qual. Mondiali 2022                                                        | -                                                                          |                                                                            |
| 12-10-2021                                                                 | Faro                                                                       | Portogallo                                                                 | 5 – 0                                                                      | Lussemburgo                                                                | Qual. Mondiali 2022                                                        | -                                                                          | 87’                                                                        |
| 11-11-2021                                                                 | Baku                                                                       | Azerbaigian                                                                | 1 – 3                                                                      | Lussemburgo                                                                | Qual. Mondiali 2022                                                        | -                                                                          | 72’                                                                        |
| 14-11-2021                                                                 | Lussemburgo                                                                | Lussemburgo                                                                | 0 – 3                                                                      | Irlanda                                                                    | Qual. Mondiali 2022                                                        | -                                                                          |                                                                            |
| 25-3-2022                                                                  | Lussemburgo                                                                | Lussemburgo                                                                | 1 – 3                                                                      | Irlanda del Nord                                                           | Amichevole                                                                 | -                                                                          | 88’                                                                        |
| 29-3-2022                                                                  | Zenica                                                                     | Bosnia ed Erzegovina                                                       | 1 – 0                                                                      | Lussemburgo                                                                | Amichevole                                                                 | -                                                                          | 46’                                                                        |
| 4-6-2022                                                                   | Vilnius                                                                    | Lituania                                                                   | 0 – 2                                                                      | Lussemburgo                                                                | UEFA Nations League 2022-2023 - 1º turno                                   | 2                                                                          | 89’                                                                        |
| 7-6-2022                                                                   | Tórshavn                                                                   | Fær Øer                                                                    | 0 – 1                                                                      | Lussemburgo                                                                | UEFA Nations League 2022-2023 - 1º turno                                   | -                                                                          |                                                                            |
| 11-6-2022                                                                  | Lussemburgo                                                                | Lussemburgo                                                                | 0 – 2                                                                      | Turchia                                                                    | UEFA Nations League 2022-2023 - 1º turno                                   | -                                                                          | 81’                                                                        |
| 14-6-2022                                                                  | Lussemburgo                                                                | Lussemburgo                                                                | 2 – 2                                                                      | Fær Øer                                                                    | UEFA Nations League 2022-2023 - 1º turno                                   | -                                                                          |                                                                            |
| 22-9-2022                                                                  | Istanbul                                                                   | Turchia                                                                    | 3 – 3                                                                      | Lussemburgo                                                                | UEFA Nations League 2022-2023 - 1º turno                                   | 1                                                                          |                                                                            |
| 25-9-2022                                                                  | Lussemburgo                                                                | Lussemburgo                                                                | 1 – 0                                                                      | Lituania                                                                   | UEFA Nations League 2022-2023 - 1º turno                                   | -                                                                          |                                                                            |
| 17-11-2022                                                                 | Lussemburgo                                                                | Lussemburgo                                                                | 2 – 2                                                                      | Ungheria                                                                   | Amichevole                                                                 | -                                                                          |                                                                            |
| 20-11-2022                                                                 | Lussemburgo                                                                | Lussemburgo                                                                | 0 – 0                                                                      | Bulgaria                                                                   | Amichevole                                                                 | -                                                                          | 22’, 87’                                                                   |
| 23-3-2023                                                                  | Trnava                                                                     | Slovacchia                                                                 | 0 – 0                                                                      | Lussemburgo                                                                | Qual. Euro 2024                                                            | -                                                                          | 84’                                                                        |
| 26-3-2023                                                                  | Lussemburgo                                                                | Lussemburgo                                                                | 0 – 6                                                                      | Portogallo                                                                 | Qual. Euro 2024                                                            | -                                                                          | 64’                                                                        |
| 17-6-2023                                                                  | Lussemburgo                                                                | Lussemburgo                                                                | 2 – 0                                                                      | Liechtenstein                                                              | Qual. Euro 2024                                                            | 1                                                                          |                                                                            |
| 20-6-2023                                                                  | Zenica                                                                     | Bosnia ed Erzegovina                                                       | 0 – 2                                                                      | Lussemburgo                                                                | Qual. Euro 2024                                                            | 1                                                                          | 90’                                                                        |
| 8-9-2023                                                                   | Lussemburgo                                                                | Lussemburgo                                                                | 3 – 1                                                                      | Islanda                                                                    | Qual. Euro 2024                                                            | 1                                                                          |                                                                            |
| 11-9-2023                                                                  | Faro                                                                       | Portogallo                                                                 | 9 – 0                                                                      | Lussemburgo                                                                | Qual. Euro 2024                                                            | -                                                                          |                                                                            |
| 13-10-2023                                                                 | Reykjavík                                                                  | Islanda                                                                    | 1 – 1                                                                      | Lussemburgo                                                                | Qual. Euro 2024                                                            | -                                                                          |                                                                            |
| 16-10-2023                                                                 | Lussemburgo                                                                | Lussemburgo                                                                | 0 – 1                                                                      | Slovacchia                                                                 | Qual. Euro 2024                                                            | -                                                                          | 73’                                                                        |
| 16-11-2023                                                                 | Lussemburgo                                                                | Lussemburgo                                                                | 4 – 1                                                                      | Bosnia ed Erzegovina                                                       | Qual. Euro 2024                                                            | -                                                                          |                                                                            |
| 19-11-2023                                                                 | Vaduz                                                                      | Liechtenstein                                                              | 0 – 1                                                                      | Lussemburgo                                                                | Qual. Euro 2024                                                            | -                                                                          | 5’                                                                         |
| 26-3-2024                                                                  | Lussemburgo                                                                | Lussemburgo                                                                | 2 – 1                                                                      | Kazakistan                                                                 | Amichevole                                                                 | 1                                                                          | 77’                                                                        |
| 5-6-2024                                                                   | Metz                                                                       | Francia                                                                    | 3 – 0                                                                      | Lussemburgo                                                                | Amichevole                                                                 | -                                                                          |                                                                            |
| 8-6-2024                                                                   | Bruxelles                                                                  | Belgio                                                                     | 3 – 0                                                                      | Lussemburgo                                                                | Amichevole                                                                 | -                                                                          |                                                                            |
| 8-9-2024                                                                   | Lussemburgo                                                                | Lussemburgo                                                                | 0 – 1                                                                      | Bielorussia                                                                | UEFA Nations League 2024-2025 - 1º turno                                   | -                                                                          |                                                                            |
| 12-10-2024                                                                 | Plovdiv                                                                    | Bulgaria                                                                   | 0 – 0                                                                      | Lussemburgo                                                                | UEFA Nations League 2024-2025 - 1º turno                                   | -                                                                          |                                                                            |
| 15-10-2024                                                                 | Zalaegerszeg                                                               | Bielorussia                                                                | 1 – 1                                                                      | Lussemburgo                                                                | UEFA Nations League 2024-2025 - 1º turno                                   | -                                                                          | 23’                                                                        |
| 15-11-2024                                                                 | Lussemburgo                                                                | Lussemburgo                                                                | 0 – 1                                                                      | Bulgaria                                                                   | UEFA Nations League 2024-2025 - 1º turno                                   | -                                                                          |                                                                            |
| 18-11-2024                                                                 | Lussemburgo                                                                | Lussemburgo                                                                | 2 – 2                                                                      | Irlanda del Nord                                                           | UEFA Nations League 2024-2025 - 1º turno                                   | -                                                                          |                                                                            |
| 22-3-2025                                                                  | Lussemburgo                                                                | Lussemburgo                                                                | 1 – 0                                                                      | Svezia                                                                     | Amichevole                                                                 | -                                                                          |                                                                            |
| 25-3-2025                                                                  | San Gallo                                                                  | Svizzera                                                                   | 3 – 1                                                                      | Lussemburgo                                                                | Amichevole                                                                 | 1                                                                          | 63’                                                                        |
| 6-6-2025                                                                   | Lussemburgo                                                                | Lussemburgo                                                                | 0 – 1                                                                      | Slovenia                                                                   | Amichevole                                                                 | -                                                                          |                                                                            |
| 10-6-2025                                                                  | Lussemburgo                                                                | Lussemburgo                                                                | 0 – 0                                                                      | Irlanda                                                                    | Amichevole                                                                 | -                                                                          | 59’                                                                        |
| Totale                                                                     |                                                                            | Presenze                                                                   | 73                                                                         |                                                                            | Reti (6º posto)                                                            | 14                                                                         |                                                                            |

## Palmarès

### Club

#### Competizioni nazionali
- Campionato lussemburghese: 2

F91 Dudelange: 2017-2018, 2018-2019
- Coppa del Lussemburgo: 1

F91 Dudelange: 2018-2019
- Campionato tedesco di seconda divisione: 1

St. Pauli: 2023-2024

### Individuale
- Calciatore dell'anno (Lussemburgo): 1

2019
- Capocannoniere della Division Nationale: 1

F91 Dudelange: 2019-2020 (14 gol)